# Námořní meteorologie

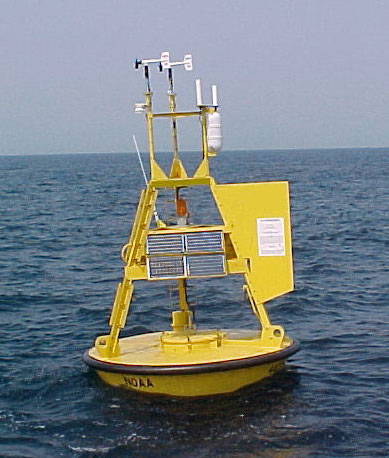
Oceánská meteorologická bóje

Námořní meteorologie je odvětví aplikované meteorologie. Oblastí zájmu námořní meteorologie jsou jevy, procesy a meteorologické prvky ovlivňující bezprostředně či vzdáleně plavbu.
Na základě získaných meteorologických dat a pozorování pomáhá námořní meteorologie vymezovat oblasti s nebezpečnými jevy pro plavbu a plánovat optimální trasy plavidel s ohledem na bezpečnost a hospodárnost provozu. Námořní meteorologie se zaměřuje na předpověď rychlosti a směru větru, výšky vln, výskyt nebezpečných jevů jako je vlnobití, námraza na plavidlech, plovoucí led, tropická cyklóna, atd.
Před dobou velkých objevů se znalosti mořeplavců omezovaly na znalost místních mořských proudů a větrů. Pokrok v námořní meteorologii přišel v době velkých objevů v 15. až 18. století. V té době bylo shromážděno velké množství meteorologických poznatků. V 19. století vznikly první organizované meteorologické služby Met Office a Météo-France a byly zaměřeny právě na bezpečnost plavby. Rozvoj radiotelegrafie na počátku 20. století umožnil provoz prvních meteorologických lodí. Další pokrok přišel s rozvojem družicové meteorologie a výpočetní techniky. Z oceánských bójí jsou dnes automaticky přenášena data přes družice na oběžné dráze do výpočetních centrál meteorologických služeb po celém světě.
Za zakladatele námořní meteorologie je považován Robert FitzRoy – mořeplavec a spoluzakladatel Met Office. Někdy je pokládán za zakladatele námořní meteorologie poručík Mathew Fontaine Maury, který svolal do Bruselu v roce 1855 mezinárodní konferenci ustavující pravidla pro předávání meteorologických zpráv na moři a kolem pobřeží.